# Застава (роман)
«Застава» (англ. The Keep) — роман жахів американського письменника Френсіса Пола Вілсона, вперше надрукований 1981 року. Це також перший том у серії з шести романів, відомих як «Цикл ворогів». Він увійшов до списку бестселерів «Нью-Йорк таймс», екранізований Майклом Манном у 1983 році, а в 2005 році вийшла обмежена серія однойменних коміксів.

## Сюжет
Німецькі солдати та айнзатцкоманди СС повільно й таємниче гинуть у замку (так званій «фортеці») високо в Карпатських горах Румунії у квітні 1941 року. Теодора Кузу, єврейського професора історії, який проживає в Бухаресті, та його дочку Магду приводить до фортеці штурмбанфюрер СС Ерік Кемпффер у відчайдушній спробі визначити, що вбиває його людей. Згодом Куза отримує завдання перемогти невідоме зло, яке сіє хаос. Професор перекладає таємниче повідомлення, написане кров’ю на стіні, використовуючи забутий діалект старорумунської чи старослов’янської мови.
Сутність, відповідальна за смерті, називає себе «Моласар», і вона вважає професора Кузу корисним. Моласар залучає історика собі на службу шляхом обману та фальшивих обіцянок і навіть лікує склеродермію, від якої він страждає, щоб Куза міг працювати на нього. Пізніше виявилося, що Моласар — це Расалом, стародавній чаклун «Першої епохи» людей.
Безсмертний чоловік, який називає себе Гленном, чиє справжнє ім'я Глакен, неохоче бореться за стародавні Сили Світла. Він дізнається про діяльність Расалома в усьому світі та вирушає до фортеці. В давнину він побудував фортецю як в'язницю для Расалома, через небажання вбити його. Ці дві істоти містичним чином пов’язані між собою, проте зростаюча містична сила Расалома є набагато більшою, ніж власні сили Глена. Щоб Глен ніколи не забув про свою місію, Сили Світла забрали його відображення.
Магда і Гленн зустрічаються і зав'язують романтичні стосунки. Професор Куза маніпулює німцями, щоб вони заарештували Гленна та доставили його до фортеці, де він буде вразливим перед Расаломом. Усередині фортеці німецькі солдати пронизують тіло Гленна кулями. Магда приносить Гленну його містичний меч, джерело сили, яке надає йому змогу залікувати смертельні рани. Расалом наказує професору Кузі знайти талісман, який ув'язнив його, і поховати цей талісман за межами фортеці.
Магда залишає Гленна відновлюватися і намагається переконати свого довірливого батька не переходити периметр фортеці. Гленн приходить і приєднує талісман до свого меча, що дозволяє йому відігнати Расалома назад у глибини фортеці. Потім Расалом використовує свої телекінетичні здібності, щоб розпочати непереборний напад на Гленна. Расалом необдумано кидається на свого одвічного ворога й перетворюється на попіл одним ударом меча Гленна. Гленн падає на скелястий берег внизу. Він прокидається та виявляє, що тепер смертний, перемігши свого давнього ворога, і вони з Магдою возз’єднуються.

## Адаптації
Книга була екранізована Майклом Манном для Paramount у 1983 році. Фільм зазнав критичної та фінансової невдачі, але зберігає культовість, частково завдяки роботі Tangerine Dream над саундтреком, історіям про проблемне виробництво фільму та значному втручанню студії, яке найпомітніше скоротило фільм із невипущеної 210-хвилинної версії до екранізованої 96-хвилинної версії. Вілсон неодноразово публічно висловлював своє несхвалення фільму. Вілсон описав фільм як «візуально інтригуючий, але в іншому абсолютно незрозумілий». Однією критичною зміною у фільмі стала заміна меча Глекена на посох. Ще одна помітна відмінність у фіналі фільму полягає в тому, що Глекен втягується в той самий сайливий портал, що й Моласар, що означає кінець Глекена.
У 1983 році вийшла адаптація, настільна гра «Застава» від Mayfair Games.
Фільм також був адаптований до сумісного з Advanced Dungeons & Dragons («загального універсального») модуля The Keep від Mayfair Games у 1984 році (Зверніть увагу, що це не був офіційний продукт Advanced Dungeons & Dragons).
У 2006 році він був адаптований як комікс самим Вілсоном за допомоги малюнків Метью Сміта. На відміну від своїх почуттів щодо фільму, Вілсон заявив, що віддає перевагу цій адаптації та вважає її такою, якою мав бути фільм, тому він написав сценарій серії коміксів.